# Prosontes phalattes
Prosontes phalattes is een hooiwagen uit de familie Cosmetidae.